# 오고타이 칸
오고타이 카안(몽골어: ᠥᠭᠦᠳᠡᠢ
ᠬᠠᠭᠠᠨ 우구데이 카안, ᠥᠭᠡᠳᠡᠢ
ᠬᠠᠭᠠᠨ Ögedei Qa'an, ᠥᠭᠥᠳᠳ
ᠬᠠᠭᠠᠨ Öködee Qa'an, 한국 한자: 窩闊台 汗 와활태 한 / 한국 한자: 窩闊臺 汗 와활대 한, 페르시아어: اوگتاى قاآن Ūgtāy Qā'ān, Өгөдэй хаан 1186년 11월 7일(음력 9월 15일) ~ 1241년 12월 11일(음력 11월 8일) 일명 오고타이 칸(이탈리아어: Occodai Khan, 페르시아어: خان اوُكَدى Ūkaday Khān))은 몽골 제국의 제2대 군주이다. 그밖에 외게데이, 원조비사에는 우게다이(斡歌歹), 화가다이(和歌台), 기타 문헌에는 우고다이(倭闊岱)로도 등장한다. 악격덕의(諤格德衣)로도 부른다. 묘호는 태종(太宗), 시호는 영문황제(英文皇帝), 칸호는 카안(몽골어: ᠬᠠᠭᠠᠨ Qa'an)이다. 본명은 오고타이(몽골어: ᠥᠭᠡᠳᠡᠢ 우구데이, 한국 한자: 窩闊台 와활태 또는 한국 한자: 窩闊臺 와활대)로, 몽골 제국의 칸인 칭기스 칸의 셋째 아들로 일찍부터 아버지를 도와 부족 전쟁에 참가하여 공을 세웠다. 그는 칭기스 칸으로부터 나이만의 옛 땅에 우구데이 울루스를 분봉받았다. 1229년 몽골의 군주가 되어 개혁과 제도의 정비에 힘썼다.
즉위 직후 친히 금나라를 공략, 1233년 6월부터 남송과 연합해 1234년 금나라를 멸망시키고, 이후 중앙아시아를 점령하였다. 이후 유럽 원정을 계획, 바투, 귀위크 등과 원정군을 보내 시베리아와 러시아의 대공국들을 복속시키고 동유럽에 도달하였으나, 그는 중도에 알콜 중독으로 병사하였다.
거란족 출신 관료 야율초재를 중용하여 중국 화북 지방의 경영에 나섰고, 중국식 유교 제도를 받아들였으며, 중서성과 좌우승상직을 설치하여 행정제도를 개편하였다. 정복지와 속국에 총독격인 관료 다루가치를 직접 임명하여 파견하는 한편, 교통로를 건설하여 수도 카라코룸성과 연결하여 제국 내의 교통망, 통신망을 준비했다. 그는 1224년 아버지 칭기즈 칸으로부터 신장 웨이우얼 자치구 일대와 몽골 서부에 자신의 몫으로 영지가 분봉받았으나, 실질적으로 우구데이 울루스를 직접 통치하지는 않았다. 존호는 무이켄 가한(木亦堅汗)이다.

## 이름
오고타이의 이름의 정확한 어원은 아직 알려져있지 않다. 그러나 2010년/2011년, 벨러 켐프시는 오고타이의 이름이 위구르를 의미하는 *oygur에서 왔다는 의견을 내놓았다. 그에 따르면, 오고타이의 이름은 *oygur-DAi → *oygudai → ögüdei → ögödei의 순서로 변화했다. 이고르 드 라케빌츠는 13세기와 14세기 문헌들을 살펴볼때, 오고타이의 이름의 정확한 당대 표기는 ögödei 또는 öködei며, ögedei는 잘못된 것이라고 주장했다. 원조비사에는 우게다이(斡歌歹), 화가다이(和歌台), 알가다(斡歌歹), 기타 한자 문헌에는 월고알(月古歹), 알가알(斡歌歹), 월활알(月闊歹), 기타 문헌에는 우고다이(倭闊岱)로도 등장한다. 악각덕의(諤格德衣)로도 부른다. 외게데이, 우구우데이 등으로 불리기도 한다. 존호는 무이켄가한(木亦堅合罕)이다.

## 생애

### 생애 초반

#### 어린 시절
1186년 / 1185년 음력 9월 15일(11월 7일) 카마크 몽골의 보르지긴 오복의 키야트부족장이던 칭기즈 칸과 그의 아내 보르테 사이에서 셋째 아들로 태어났다. 그에게는 형 주치, 차가타이와 동생 툴루이 및 여동생들이 있었다. 보르테가 메르키트부족에게 납치되었다가 풀려난지 9개월만에 태어난 형 주치에 대해, 둘째 형이자 칭기즈 칸의 친아들이 확실한 차가타이가 형으로 대접하지 않고 일찍부터 혈통 문제를 들어 공격, 갈등을 빚었다. 오고타이는 칭기즈 칸의 아들이 확실한 것으로 인정되었다. 오고타이는 차가타이와 주치의 싸움에 끼어들지 않았다. 오고타이는 가끔 형 주치와 차가타이 사이의 싸움이 번지는 것을 말리기도 하였다.
어려서부터 아버지 칭기즈 칸의 정복 전쟁 중 거의 대부분을 따라 돌아다녔다. 오고타이는 체력이 강하지는 않았으나, 성격이 온화하면서도 꾸준하고, 관대하며, 다소 지적인 인물, 현명한 인물로 여겨졌다. 그러나 고집과 낭비벽이 있었고, 결단력은 떨어진다는 인물평도 있었다.
아버지 징기스 칸에 의해 잘라이르의 부족장 중 한 사람인 일루구이는 오고타이를 가르치는 가정교사로 임명되었다. 또한 칭기즈 칸은 요나라 황족 출신 측근 야율초재에게 오고타이를 돕게 하였다. 야율초재는 중국의 역사와 문화에 대해 오고타이를 설명, 설득하였고 오고타이는 그를 신뢰하였다. 야율초재가 근거도 없는 부패 혐의로 모함받고 체포되어 오고타이에게 끌려오자, 오고타이는 그를 신뢰하여 풀어주려고 했으나, 야율초재는 어떤 이유가 있어서 잡혀왔을 것인데, 아무 해명도 없이 풀어주면 원칙이 바로 서지 않는다며 거절하기도 했다. 오고타이는 야율초재를 고문 겸 반쯤 스승으로 대하여 그의 충고를 대부분 받아들였다.

#### 청년기
오고타이는 일찍부터 술을 지나치게 좋아하여 과음하였다. 오고타이 스스로도 자신이 술을 좋아한다고 자처했다 한다. 건강하고 강인하였던 그는 술을 절제하지 못했고, 젊어서는 오고타이는 과음을 하고도 건강을 유지했다. 그의 형 차가타이는 오고타이의 과음에 대해 질책하였고, 후일 오고타이의 측근이 된 거란족 출신 야율초재는 과음하지 말 것을 수시로 지적하였다. 오고타이가 즐겨 마시던 술은 아이락(암말의 젖을 발효한 우유)이 아니라 포도주였다. 당시의 문서와 문헌들은 그가 술과 여색을 즐기던 인물로 종종 묘사되었다. 오고타이를 싫어하는 이들은 그를 술주정뱅이로 묘사하기도 했다.
1202년 토그릴 칸의 케레이트족과의 전투에도 참가했다. 1204년 아버지 칭기즈 칸을 따라 나이만족 정벌에 나섰다. 이때 아버지 칭기즈 칸은 나이만 족 여성 퇴레게네를 사로잡았는데, 그녀가 똑똑한 인물임을 알아본 칭기즈 칸은 퇴레게네를 오고타이에게 주었다. 1206년 아버지 칭기즈 칸이 전 몽골 제국의 대 칸으로 선포된 후, 오고타이에게는 나이만족, 잘라이르, 베수드, 술두스 및 온가탄 부족과 그들의 영토가 주어졌다. 1211년 11월 오고타이는 형제들과 함께 금나라 원정을 시작했다. 오고타이는 허베이를 통해 남쪽으로 진격했고, 1213년에는 산시성 일대를 점령했다. 또한 오르도스에서 금나라 군사를 몰아냈다. 오고타이는 타타르 족과도 수시로 교전, 타타르 족을 정벌, 복속시키는데 기여한다.
1213년 몽골은 금나라에 동남 500명과 처녀 500명을 공물로 요구했고, 금 선종은 이를 거절했다. 1213년 7월부터 1214년 10월 오고타이는 형 주치, 차가타이와 함께 군대를 이끌고 몽골에서 남하, 태행산(太行山)의 동서 양쪽에서 3갈래로 나누어서 금나라를 공격했다.
원사, 몽골비사, 집사에는 모두 오고타이가 칭기즈 칸의 아들 중에서 가장 지적인 사람이었다 한다. 그러나 그는 술을 좋아하였다. 우구데이는 거처를 카라코룸에 정하였고, 아버지 칭기즈 칸의 측근 중 거란족 출신 야율초재(耶律楚材), 위구르족 출신 친친카이(田鎭海)와 가깝게 지내다가 대칸이 된 후 이들을 등용하였다. 그가 가장 신임한 인물은 야율초재로 아버지 칭기즈 칸 때부터 통치의 조력자로 함께 해왔으며, 중국식 행정 조직을 구성하여 통치하는 데 중요한 역할을 맡았다. 또한 정복 사업을 펴 페르시아와 남러시아를 정복하고 고려를 쳐 다루가치를 설치하는 등 영토를 넓혔다.

#### 호라즘 정복 활동
칭기즈 칸의 서아시아 원정 당시 오고타이는 몽골인과 타타르인으로 구성된 군사를 이끌고 호라즘의 수도 우르겐치 성(城)을 공략하였다. 호라즘 정벌 당시 투항한 이슬람 상인 야라와치(牙刺洼赤)와 그의 아들 마수우드베이(馬思忽惕別乞占) 부자가 투항, 이들은 오고타이의 측근이 되었다. 몽골군이 퇴각하면서, 마수우드베이는 호라즘의 총독으로 임명하여 주재시켰다. 마우수드베이는 후일 오고타이 즉위 후 투르키스탄의 다루가치로 임명하여 체류시켰다. 1219년부터 1220년 초까지 호라즘의 오트라르 지역을 공략, 주변 지역을 포위했으나 5개월간 정복하지 못했다. 오고타이와 차가타이는 5개월만에 오트라르를 점령한 뒤 지역 주민들을 학살하고 도시를 파괴한 뒤 주치가 주둔한 곳으로 돌아갔다.
1220년 4월부터 우르겐치 성 공략에 출전하였다. 이때 주치와 차가타이는 서로 갈등했다. 아버지 칭기즈칸은 1220년 가을부터 주치에게 본부 군대를, 오고타이는 차가타이와 우익군 3천호를 이끌고 우르겐치 성을 공략하게 했다. 주치와 차가타이의 갈등으로 칭기즈칸은 오고타이를 우르겐치 원정군의 책임자로 임명한다.
호라즘 샤의 정복 성공 후 그의 전공을 들어, 1224년 칭기즈칸은 오고타이에게 나이만 부 영지와 신장 웨이우얼 자치구 일대와 몽골고원 서부를 영지로 주었다. 이 곳은 오고타이 울루스, 우구데이 울루스로서 후일의 오고타이 칸국이 되는 곳이다. 그러나 그는 나이만 지방에 가지 않았고, 실질적으로 오고타이 울루스의 통치자는 그의 손자 카이두였다. 오고타이가 이끄는 부대의 병력 중에는 타타르인이 많이 포함되어 있었는데, 후일 유럽인들은 몽골과 타타르를 같은 민족으로 혼동하는 계기가 되었다.
1219년 화레즘 원정 직전 칭기즈 칸의 후궁인 예수이 카툰이 보르테 카툰의 아들들 중 후계자를 누구로 지정할 것이냐고 칭기즈 칸에게 물어보았다. 이때 칭기즈칸의 아들 중 차가타이가 주치의 혈통에 이의를 제기하여 서로 갈등하였다. 차가타이는 과격한 성격으로 주치의 출생에 계속 의문을 제기하여, 몽골의 부족장들로부터 후계자로 부적격자로 간주되었다. 차가타이는 주치가 칭기즈칸의 아들이라 해도 혈통상의 의혹이 제기되는 한, 단결을 해칠 우려가 있다고 보았다. 화레즘 원정길에서도 주치와 차가타이는 대립했다. 오고타이는 주치와 차가타이를 달래어 싸움을 말리거나, 조정하였다. 칭기즈 칸은 불문율에 붙이게 했으나 둘은 계속 갈등했고, 칭기즈칸은 오고타이와 툴루이 중에서 후계자를 고민하다가 다소 온화하고 지적인 오고타이를 후계자로 내정했다. 칭기즈 칸은 툴루이를 가장 아꼈으며 군 장군으로서 툴루이는 많은 군사력과, 많은 몽골 부족장, 군주들의 지지를 얻어, 왕좌에 앉을 수있는 매우 재능있는 사람이었다. 처음에 칭기즈 칸은 툴루이에게 몽골 본토를 상속해줄 계획이었다. 그러나 툴루이는 알코올에 중독되었으며, 잔인하다는 평이 있었고, 통찰력이 부족하였다. 또한 건강의 악화 역시 통치에 부담을 주었다. 주치, 차가타이는 이 결정에 이의를 제기하지 않았다.
칭기즈 칸은 오고타이와 툴루이 중 누구를 후계자로 결정할 것인지 오래도록 고민하였다. 칭기즈 칸의 후궁 쿨란 카툰은 다시 보르테 소생 네 아들 중 누구를 후계자로 정할 것인가를 칭기즈 칸에게 독촉했지만, 칭기즈 칸은 툴루이와 오고타이 중 쉽게 답을 내리지 못했다.
1231년 동생 툴루이에게 군사를 보내 금나라를 원정하게 했다. 툴루이는 1232년 초, 몽골군을 이끌고 허난 성, 위저우의 삼봉산(三峰山)일대까지 차지하였다. 오고타이는 친히 군사를 이끌고 가 툴루이와 회견하였다. 1232년 음력 9월 오고타이에게 생긴 병환의 희생물이 필요하다는 제사장들의 점괘가 나왔다. 툴루이는 스스로 제물을 자처하여 북방으로 가, 독약이 든 배를 마시고 죽었다. 그러나 일설에는 퇴레게네 카툰과 일부 오고타이의 측근 귀족들이 툴루이를 모살한 것이라는 설이 있다.
1224년 봄 오고타이는 자신의 군대를 차가타이에게 넘겨주고, 시리야다리 강가에서 칭기즈칸과 사냥을 다니기도 했다.
1224년 칭기즈 칸이 아들과 동생들에게 영지를 분봉할 때, 오고타이는 하밀과 호보지지(霍博之地, 현, 신장 어민현(额敏), 허부커사이얼젠현(和布克赛尔镇))를 비롯한 신장 웨이우얼 자치구 일대와 몽골고원 서부를 분봉받았다. 그러나 실제 오고타이 칸은 이 영지를 거의 방문하지 않았다.

#### 고려 정벌
1225년 3월 2일 고려를 방문하다가 돌아가던 몽골 사신 저고여(著古與)가 고려-금나라 국경 압록강변에서 의문의 암살을 당했고, 때마침 고려 조정은 몽골에 보내는 공물을 중단했다. 오고타이는 고려 무신 정권이 의도적으로 저고여를 살해한 일로 규정했다. 1231년 오고타이 칸은 1225년 몽골 사신 저고여 살해 사건에 대해 힐책하는 내용과 함께 고려에게 항복하라는 국서를 보낸다.
 그러나 고려에서 반응이 없자 1231년 8월 오고타이 칸은 억울히 죽은 저고여의 복수를 선언하고, 장군 살리타이에게 군사를 딸려 고려로 보냈다. 살리타이의 군대는 곧 개경에 당도했고. 고려 왕은 다시 공물을 보낸다고 약속한 후 몽골군은 철수하였다. 그러나 몽골군이 퇴각하는 길에 살리타이는 고려 장군 김윤후의 기습공격을 받고 활에 맞아 전사했다.
1231년 8월 고려 국왕 고종은 종실 회안공(懷安公)을 친동생이라 칭하여 몽골에 파견, 오고타이 카안에게 항복 의사를 표시했다. 그러나 사신이 돌아간 뒤 무신 정권은 계속 항전을 주장했고, 1232년 1월 고려에 사신을 파견하자 고려 조정에서는 몽골 사신들을 환대한 후 돌려보냈다. 고려 조정은 사절을 보내 황금, 백금, 비단, 말을 저고여 사망에 대한 사죄로 보내왔다. 그러나 오고타이 카안은 72인의 다루가치를 고려 평안도에 파견, 고려를 감시하고, 고려 조정의 정책에 간섭하였다. 1232년 7월 고려 조정은 강화도로 천도했고, 72인의 다루가치를 살해했다. 고려의 무신정권의 항전 의지를 파악한 오고타이 칸은 고려 정벌을 계획한다.
1234년 오고타이는 카라코룸에서 쿠릴타이를 열어 남송 정벌, 킵차크 정벌과 함께 몽골 사절을 살해한 고려 재 정벌을 선언했다. 오고타이의 군대는 고려 북부 지방을 점령했고, 몽골군 일부는 충주까지 도착했다. 1238년 겨울 고려 조정에서 김보정(金寶鼎) 등 사신을 보내 화의를 주장하자, 그는 고려 왕이 직접 카라코룸으로 오라고 지시했다. 국왕을 보낼수 없었던 고려는 왕족 신안공 전(新安公 佺)을 왕의 동생이라 하고 10여 명의 귀족 자제를 딸려 몽골에 인질로 보냈고, 1241년에는 신안공의 사촌 영녕공 준(永寧公 綧)을 왕자라고 하며 추밀원사 최린(崔璘), 장군 김보정(金寶鼎), 좌사간 김겸(金謙), 그 외에 귀족 자제 18명 둥 사신을 딸려 몽골로 보내왔다. 1241년 오고타이는 고려 침공 중단을 선언한다. 뒤늦게 영녕공이 고려 고종의 아들이 아니라는 사실을 알게됐으나 영녕공의 원만한 성격으로 이를 넘겼다.

### 몽골 제국의 대칸

#### 대칸 즉위

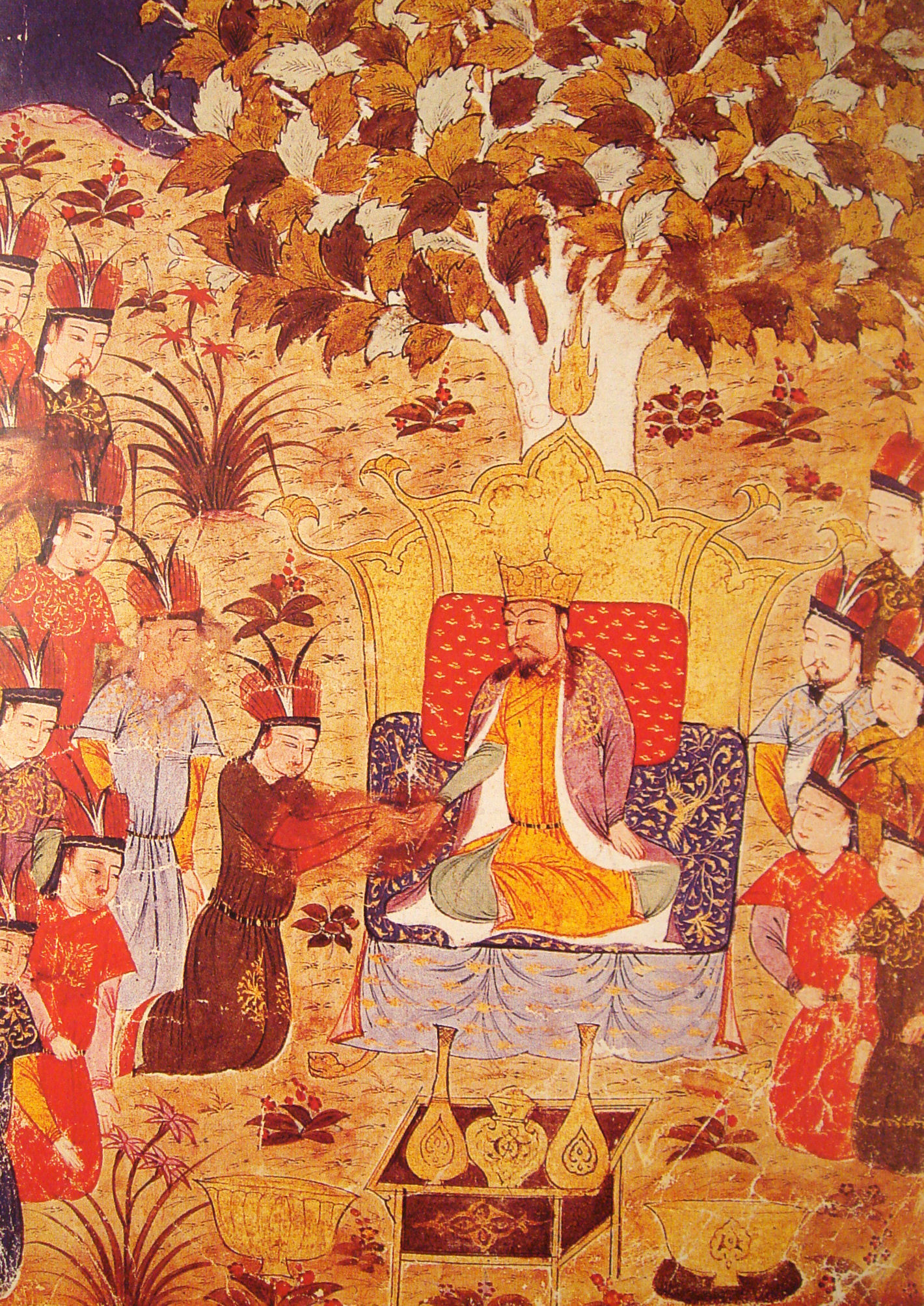
페르시아 사서 집사에 나온 오고타이칸 초상화

1227년 칭기즈 칸이 화레즘 정벌에 호응하지 않은 서하를 정벌하려다 그해 8월 18일 갑자기 죽자, 툴루이는 2년간 감국을 맡았다. 칭기즈 칸은 죽기 전 몽골의 부족장들을 불러모아 오고타이에게 충성을 다하라고 지시했다는 설이 있다. 몽골 내부에서 막내 상속의 관습에 따라 오고타이 칸의 동생이자 칭기즈 칸의 막내 아들인 툴루이를 후계자로 요구하는 목소리가 있었다. 이것은 관습뿐만 아니라 툴루이 자신이 지용(智勇)을 겸비한 명장이었던데다가 주변에서 덕망도 두터웠던 것이다. 오고타이는 호보지지(霍博之地, 현, 신장위구르자치구 어민 현과 허부커싸이얼현의 경계지점)에서 돌아와 분상에 참여했다.
1229년 봄, 몽골 케룰렌 강가에서 누구를 대칸으로 추대할지 토론이 열렸다. 몽골의 여러 귀족들은 툴루이를 지지하였고, 결론이 나지 않았다. 1229년 여름 오고타이는 홀로반설부지(忽魯班雪不只)에 머물렀고, 툴루이가 방문했다. 다시 쿠릴타이가 열렸다. 몽골의 귀족들은 여전히 툴루이를 지지했고, 40일간의 토론 끝에 결론이 나지 않았다. 토론 마지막이 다 되어갈 때 차가타이와 삼촌 테무게 옷치킨만이 오고타이를 지지했다. 먼저 죽은 주치를 대신해 참석한 주치의 아들 바투는 어느쪽도 지지하지 않고 관전했다. 그러나 툴루이는 몽골 제 귀족의 추대를 사양하고, 어디까지나 아버지가 마음 두고 후계자로 지명한 인물은 오고타이라는 뜻을 표명하고 1229년 9월 13일(음력 8월 24일)의 겁록련하(怯綠連河, 케룰렌강) 근처 코데에 아랄(闊迭額阿剌勒, 현 아바르긴 바르가스(Аваргын балгас))에서 열린 쿠릴타이에서 오고타이 칸은 차가타이와 툴루이의 협력하에 대칸에 오르게 되었다. 즉위 직후 오고타이는 칸이 아닌 카안(хаан)이라는 칭호를 썼는데, 일부 문헌에서는 합간황제(哈罕皇帝/合罕皇帝)로 기록된다. 바로 무이겐 카안(木亦堅合罕)이라는 존호를 받았다.
그는 빠른 말을 통해 소식을 주고받았는데, 조반니 드 플라노 카르피니에 의하면 그는 아주 짧은 시간안에 장거리 연락을 주고받는 시스템을 갖고 있다며 감탄하였다. 조반니 드 플라노 카르피니에 의하면 오고타이는 15만 명 이상의 장정을 징발, 로마로 쳐들어올 준비를 했다고 한다. 그러나 전염병에 자주 감염됐던 그는 수시로 이런저런 질병에 시달렸다.
대칸이 된 뒤에도 그는 술을 즐겨마셨고, 포도주를 구해와서 마셨다. 차가타이, 야율초재 등은 그의 술 과음을 수시로 지적하였다. 차가타이의 질책 이후 오고타이는 자신의 술잔을 망치로 펴서, 잔을 크게 만들었다. 오고타이의 측근들은 의학적인 이유로 좀더 작은 잔에 술을 마실 것을 권고했다.
오고타이는 군사 작전과 정복지에서 얻은 막대한 전리품과 약탈 재산을 부하들에게 나누어 주었다. 오고데이의 관리들과 친척들은 그의 전리품, 약탈품 남발을 낭비라 지적했고, 오고타이는 자신의 이 낭비를 막으려고 애쓰는 사람들은 어떤 이유로든 세상을 떠날 것이라고 대답했다. 오고타이는 자신의 전리품, 약탈품 남발 지적에 대해, 인간은 언젠가 죽게 되고, 남는 것은 사람의 기억 뿐이라고 답하기도 했다.

#### 즉위 직후
즉위 후 카라코룸에 성곽을 짓기 시작, 궁궐도 같이 지으면서 이곳으로 천도를 결심한다. 위구르 출신 친친카이와 거란 족 출신 야율초재를 재상으로 임명하고, 동투르키스탄과 네스토리우스파 기독교인들을 조정에 채용하여 하나의 세력을 형성하였다. 또한 마흐무드 아라와치와 그의 아들 마우스트베크 외에도 호라즘 출신 인사들을 조정에 기용했다.
즉위 직후 오고타이는 부하라에서 온 장군 코르마간에게 군사 3만 명을 딸려보내 화레즘을 다시 공격하게 했다. 코르마간의 군대는 1231년 시르케부트(무간)에서 마지막 호라즘 군주 잘랄 알 딘을 물리치고, 호라즘의 영지인 현 조지아, 아르메니아, 아제르바이잔 일대를 공격한다. 또한 즉위 직후부터 1235년까지	아바르가에서 다른 지역으로 수도를 천도할 계획을 세운다. 1230년 7월 오고타이는 친히 군사를 이끌고 금나라의 서부 지역을 공략, 툴루이와 몽케 등도 군사를 이끌고 동행했다. 그밖에도 그는 남송(南宋), 인도 방면을 공략할 계획을 세웠고, 1231년부터는 고려(高麗) 정벌을 선언한다. 동시에 중국 하북 지역에 관원을 파견해 가구수를 파악하게 하고, 야율초재를 시켜 서역 지역의 농가 호수를 파악하게 했다.
1232년 9월 혹은 10월 9일 그의 동생 툴루이가 몽골고원에서 독이 든 술을 마시고 사망했다. 《몽골비사》에 따르면, 1232년 5월 오고타이 칸이 갑자기 병에 걸려 6월 병으로 사경을 헤맸다. 곧 병마(病魔)로부터 오고타이의 정신과 영혼을 구하기 위한 몽골 전통 의식이 열렸다.
수일 뒤 무당이 예언하기를 오고타이의 병이 그들이 금나라 정벌시 죽인 중국인의 혼령들의 원한으로 인한 것이며, 중국의 흙과 물의 영혼이 오고타이의 질병의 원인이라 지목했다. 무당은 금, 은, 가축 제물, 인신공양 제물은 안되며, 제물로 환자의 가족 중 하나를 바쳐야지 그가 나을 수 있을 것이라고 했다. 오고타이가 죽는다면 몽골인들은 아비 잃은 자식이 될 것이고, 중국인들은 기뻐할 것이라는 말도 나왔다. 이를 들은 툴루이가 자원하여 나섰으며, 툴루이는 북방으로 가는 길에 독배를 마시고 스스로 희생제물이 되었다고 한다. 일설에는 툴루이는 오고타이의 측근들과 퇴레게네 카툰 등이 꾸민 음모에 의해 암살되었다는 설도 있었다.
오고타이 칸은 한때 툴루이의 처 소르칵타니 베키를 자신의 아들 귀위크와 결혼시키려 했다. 소르칵타니 베키는 아이들의 나이가 어리다는 것을 들어 오고타이의 요구를 거절했다.

#### 조세 정비와 제도 개편

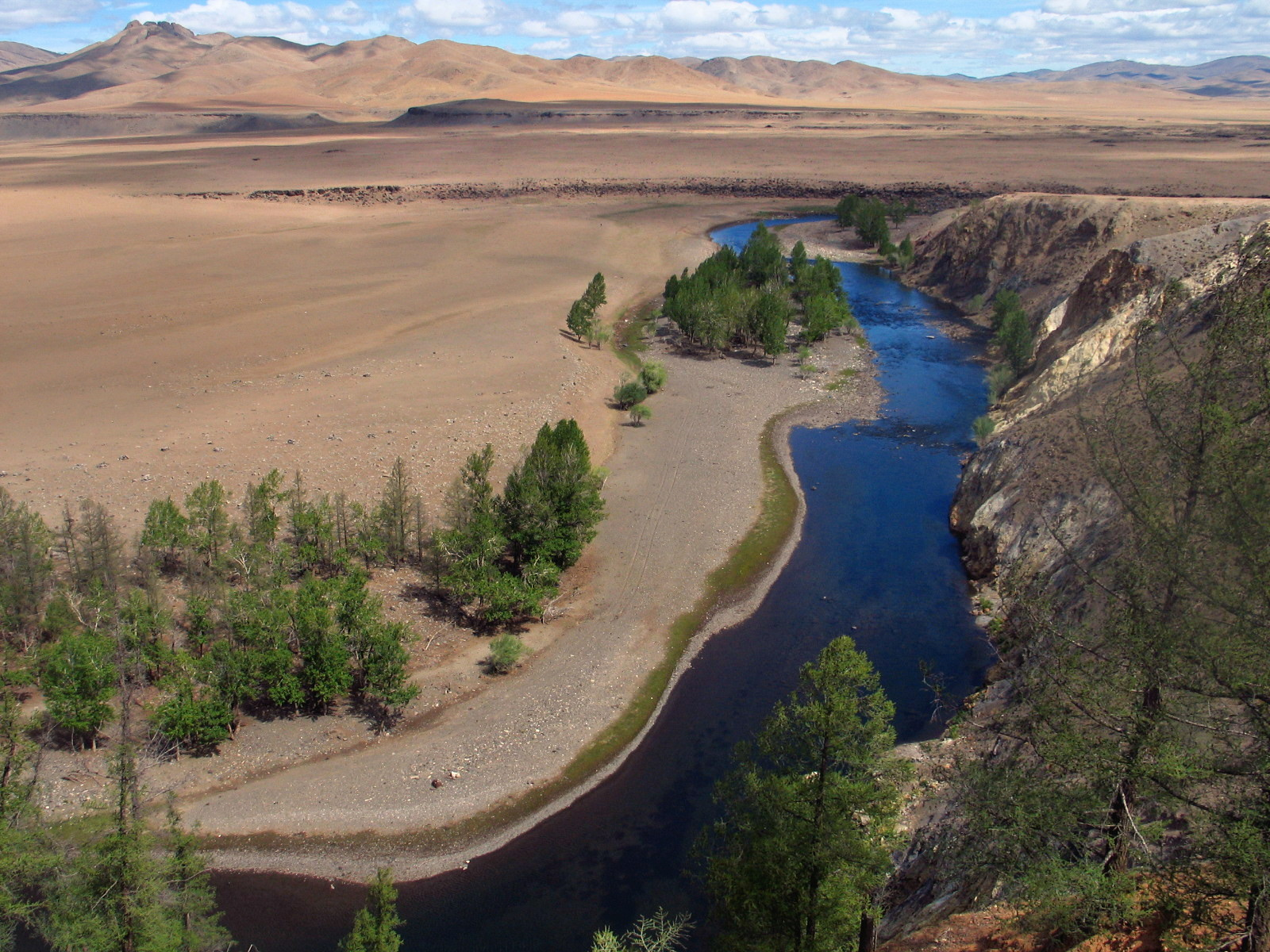
카라코룸을 흐르는 오르콘강

오고타이는 현지의 백성, 자원을 적극 활용해야 한다는 야율초재의 건의를 받아들여 현지를 파괴, 방화하기 보다 현지인들을 몽골의 국민으로 받아들이고 그 지역의 자원과 인력, 기술, 특산물 등을 이용하는 정책을 펼쳤다. 야율초재는 오고타이의 정책에 이견이 있다면, 여러 가지 정책과 결과를 설명하고 어느 것을 선택할 것인가를 문의했다. 오고타이는 야율초재가 제시한 것 중 차선책으로 생각되는 정책들을 선택했다.
1229년 야율초재(耶律楚材)가 하북(河北)의 주민들은 호(戶) 수를 기준으로 조세를 받고, 서역 사람들에게는 정(丁)을 기준으로 세금을 걷도록 주청하여, 승인, 시행하였다.  1230년 음력 11월 야율초재(耶律楚材)가 황하 강 이북 화북지역 통치에 대한 진언을 올려, 허베이, 산시, 산둥성, 연경 등에 10개의 로를 정비하고 십로정수과세사(十路征收课税使)를 보내 세금을 거둘 것을 청하였다. 동시에 저명한 유사(儒士)를 조세관료로 채용할 것을 청하여 오고타이는 그대로 승인하였다. 야율초재는 중국 화북 지역을 목초지로 개간하기 보다는, 농작물 수확량, 생산량에 따라 세금을 차등 거둘 것을 상주했다. 야율초재는 국고를 확충을 위해 농사를 폐지하고 목축업을 장려하는 것도 좋은 방법이다. 그러나 한족에게 농사를 계속 짓게 하고 그들의 수확량 따라 세금을 거둔다면 지속적인 국고 수입원이 생기게 된다 하였다. 또한 자신의 영지에서 주로 생활하던 형 차가타이는 몽골의 법령을 수호하는 인물로서 제국의 중,서부 지역에서의 법령 집행에 협조하였다.
오고타이는 몽골 본국과 정복지에 우편과 파발을 도입, 파발마를 통해 서신을 주고받게 하였고, 중간중간에 말과 전령이 쉬어갈 수 있도록, 각 지방과 속국에 잠치(站赤, 몽골의 역참)과 여관을 건설, 설치하였다. 십팔사략에 의하면 오고타이는 정복지의 각처에 몽골 최초로 창고를 건립하고, 역참을 세워 명을 전달하고 받았다(元始置倉廩 立驛傳命) 한다.
1230년 1월부터는 명하여 모든 도로와 역참에 통행세를 걷게 했다. 또한 관원을 파견래 술의 냄새를 10번 이상 맡아보고 1번 취하여 술의 도수를 시험해 과세하되, 술값의 30분의 1에 해당되는 액수를 주류세로 거둬들이게 했다. 1230년 8월 중서성(中書省)을 설치하여 행정을 담당하게 하였다.
1231년 ]음력 8월 오고타이는 운중(云中, 현, 산시성 다퉁시)에 십로정수과세사를 보내 세금을 거두었다. 그해에 오고타이는 중서성을 설치하고 관원을 중용했으며, 야율초재를 중서령, 몽골인 충산(粘合重山)을 좌승상, 위구르족 출신 진해를 우승상으로 채용했다. 1233년부터 오고타이는 남송에 사절을 보내, 금나라를 같이 정벌할 것을 요청하였다. 남송에서는 즉시 화답하지 않다가 곧 오고타이의 제의를 받아들인다.
1235년 봄에는 수도 카라코룸 내 오르콘강 주변에 카라코룸성곽을 건립하고, 궁궐 만안궁을 지었다. 1236년 1월에는 만안궁이 완공되자 거처를 옮겼다. 같은 달 지폐 교초를 발행하였다.

#### 금나라 원정
1230년 7월 오고타이는 금나라의 서북부 지역을 공략, 경조를 점령하였다. 1231년 2월 오고타이는 금나라를 원정, 봉상(鳳翔)을 차지하고, 낙양, 하중(河中) 등의 여러 성을 공격하여 함락시켰다. 1231년 봄에는 금나라의 양주성을 공략, 조범(趙范), 조규(趙葵)의 군대를 시켜 금나라 장군 이전을 격파했다. 당시 금나라의 상원절이라서 등불을 켜놓고 연회를 하였는데, 술을 놓고 잔치를 벌였다. 오고타이는 사전에 금나라에 첩자를 보내 금나라의 정세를 정탐하였다. 첩자가 금나라 상원절 행사를 알리자 양주성 근처로 온 오고타이는 그날 저녁 기습공격을 지시, 양주성 태수 이전 등은 도망치다가 도랑에 빠져 조범, 조규의 군사에 의해 죽었다.
오고타이는 남송에 사절을 보내, 금나라를 치는데 협조할 것을 요청했고, 남송에서는 즉답을 회피했다. 십팔사략에 의하면, 그 이전 1231년 5월에 오고타이가 남송에 사자를 보내 길을 빌릴 것을 요청하자, 송나라에서 몽골의 사자를 죽였다 한다. 1231년 8월 금나라 남경에서 금나라 장군 무선(武仙) 군과 교전, 금나라 참정 완안사열(完顏思烈)이 무선 등을 지원하였으나 이들을 격파했다. 12월 툴루이에게 기병 6만을 주어, 군사를 각각 나눠서 화주(和州), 흥원(興元)으로 들어갔으며, 양양(襄陽)을 거쳐 당주(唐州), 등주(鄧州), 양적(陽翟) 등지에서 금나라군대와 싸워 전멸시켰다. 그해 12월 오고타이는 친히 군사를 이끌고 금나라의 하중 지역을 점령했다.

#### 조지아, 아르메니아 원정
1232년 오고타이는 코카서스를 원정했다. 그러나 간자크 지역에 이르러 투석기 와 공성전으로 고전을 겪고, 오고타이는 결국 몽골군을 철수하였다. 오고타이는 귀유크 칸, 몽케 칸, 바투 등으로 서방 원정군을 편성하여 서방 경략에 파송하였다. 크로마칸은 후일 몽케 칸의 군사가 북부 코카서스에서 활동했던 1238년까지 기다렸다. 그 사이 크로마칸의 군대는 아르메니아를 점령하고, 티플리스를 함락시켰다. 전황은 실시간으로 오고타이에게 보고되었다. 1235년 이르빌은 카간의 조정에 매년 조공을 보내기로 약속했다. 1238년에 귀유크 칸을 보내 샤한 샤가 다스리는 로레를 점령했다. 샤한 샤는 몽골 인이 도착하기 전에 가족과 함께 도망쳤다. 호한베르드 공략에서 성공, 도시의 통치자 인 하산 자랄(Hasan Jalal)은 몽골의 종주권을 인정하였다.
서방 원정군의 일부는 아바크 왕자가 통치하는 가이안을 상대로 진격했다. 몽골 사령관 톡타는 직접적인 공격을 배제하고 그의 부하들이 도시 주변에 벽을 건설하게 하고 장기간의 전투 끝에 아바크(Avak)는 곧 항복하였다. 1240년까지 크로마간은 트란사우시아(Transcaucasia)를 정복하고, 조지아 귀족들의 항복을 종용하였다.
그러나, 이 원정의 과정에서 귀위크와 바투의 사이가 벌어졌다. 귀위크는 바투 형제들의 실책을 보고 그들의 지휘 능력, 특히 바투의 역량을 불신했다. 이를 알게 된 우구데이는 귀위크와 몽케에게 있던 우익군의 지위를 카단과 부첵에게 맡기고 돌아오라고 명령했다. 바투는 이들을 위해 티서강(티사강)과 도나우강 강변에서 이별연을 열었는데, 이 자리에서 귀위크는 전쟁에서의 바투의 소극적 태도를 비난했다.
1236년에는 크로마칸이 이끄는 군대는 코카서스를 완전히 정복했다.

#### 금나라 재 원정 성공, 송나라 원정 준비
1233년 6월 남송에서 오고타이의 금나라 원정 제의에 동의하자, 같은 6월 오고타이는 몽골-남송 연합군을 꾸려 금나라의 서부를 공격했다. 송나라의 사미원(史弥遠)이 사망한 1233년 몽골 제국이 금나라의 수도 개봉을 함락하자 1234년 2월 9일 금나라는 멸망했다. 채주성(蔡州城)에서 금나라의 잔존 군대를 격파해 1234년 봄 최종적으로 금나라 정복에 성공한다. 금 애종은 개봉을 탈출해 허난지역을 전전하다가 1234년 2월 9일 채주에서 몽골과 남송의 연합군에게 포위당하자 자살했다.
이때 개봉 주민 130만 명에 대한 처형을 지시했다가, 야율초재의 진언으로 지시를 바로 취소하였다. 야율초재는 오고타이에게 건의, 어려움을 겪으면서 정복하는 것은 땅과 백성을 얻기 위한 것이며, 땅을 얻어도 백성이 없다면 누가 재물을 만들겠느냐고 건의하였다. 금나라 원정 시 개봉 지역의 오랜 저항과 몽골군이 항복을 종용하러 보낸 사자의 목을 벤 일로 오고타이는 개봉지역을 불쾌히여겼다.
그 후 몽골은 일시 북쪽으로 물러나고, 그 뒤를 송나라군이 북상하여 낙양(洛陽)과 카이펑(개봉)을 손에 넣었다. 금나라의 영토는 몽골과 송나라가 나누어 가졌는데, 개봉을 남송이 차지한 것을 두고 오고타이는 이것은 남송의 조약위반이라 보고 격노했고, 남송군을 상대로 전투상태에 들어가게 되었다. 그러나 명장으로 널리 알려진 맹홍의 앞에서 고전을 면치 못해, 전투에서 몽골군은 일진일퇴를 거듭했다. 오고타이는 수부타이를 구 금나라 영토의 다루가치로 임명하여 파견했다.
금나라 정복에 성공하자 오고타이는 송나라 침공을 계획한다. 1235년 세가지 방법으로 송나라 침공을 시작한다. 서쪽은 오고타이의 셋째 아들 카탄과 타하이 장군이 이끌고 쓰촨 지방으로, 또다른 경로로는 오고타이의 넷째 아들 쿠추와 토무다이 장군이 후베이 성 한수이 강을 거쳐서, 동쪽으로는 벨구테이의 아들 부하군과 트간 노얀이 이끌도록 했다. 이들은 장강 인근까지 다다랐으나 경험 부족으로 후퇴했다. 이 전투에서 그의 아들 쿠추가 전사했다.

#### 중국 북부 지역 통치
요나라 출신으로 칭기즈칸과 오고타이의 참모였던 야율초재(耶律楚材)는 정복지에 대한 몽골의 정책을 바꿀 것을 건의했다. 정복지를 파괴, 황폐화시키기 보다 정복지의 인력과 자원을 활용하라는 것이었고, 오고타이는 야율초재의 건의를 흔쾌히 수용한다.
오고타이는 정복지의 전 주민을 살해하고 도시와 성곽, 시장 등을 파괴, 철거, 방화하는 전통적인 몽골의 전통적인 정복 방식 대신, 정복지와 식민지, 속국 지역의 인력과 학문, 자원, 기술 등을 활용하는 정책을 썼다. 야율초재의 건의를 받아들여 화북지방(華北地方)의 문화재와 자원, 인구가 보존될 수 있었다. 또한 몽골군은 중국으로부터 마차, 화살, 화포 등을 획득하고 기술을 습득하여 군사력을 강화시킬 수 있었다. 또한 몽골의 젊은이들을 중국 화북지방의 유학자, 사상가들로부터 제자백가의 사상과 철학, 문학 등을 습득하였다.
우구데이 카안은 정복지에 총독격인 다루가치와 관료들을 파견, 직접 보고를 받고 통치하였다. 또한 우구데이는 탐마치 부대를 편성, 각 정복지에 주둔시켜 치안 유지 및 행정관료의 세금 징수를 돕게 했다.
우구데이는 아들 코단을 중국 화북지역의 대리인으로 임명하여 감숙 성에 서량부(西凉府)를 설치하고 소규모 정부 조직을 꾸렸으며, 중국 북부지방에 잠치 설치와 지방관 다루가치 및 서량부 소속 관원을 중국식 직책으로 임명, 파견하여 다스리게 했다.

#### 내정 활동

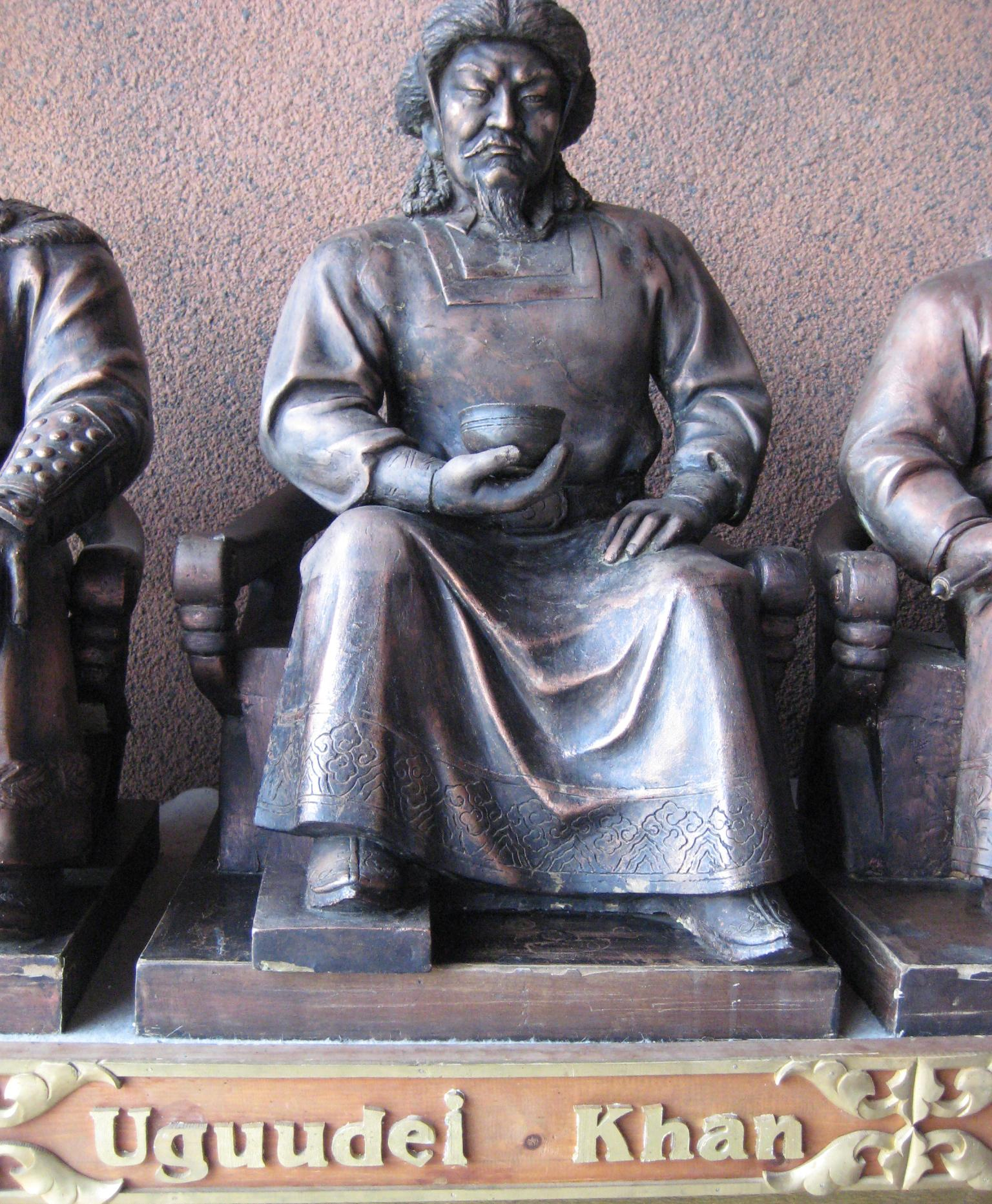

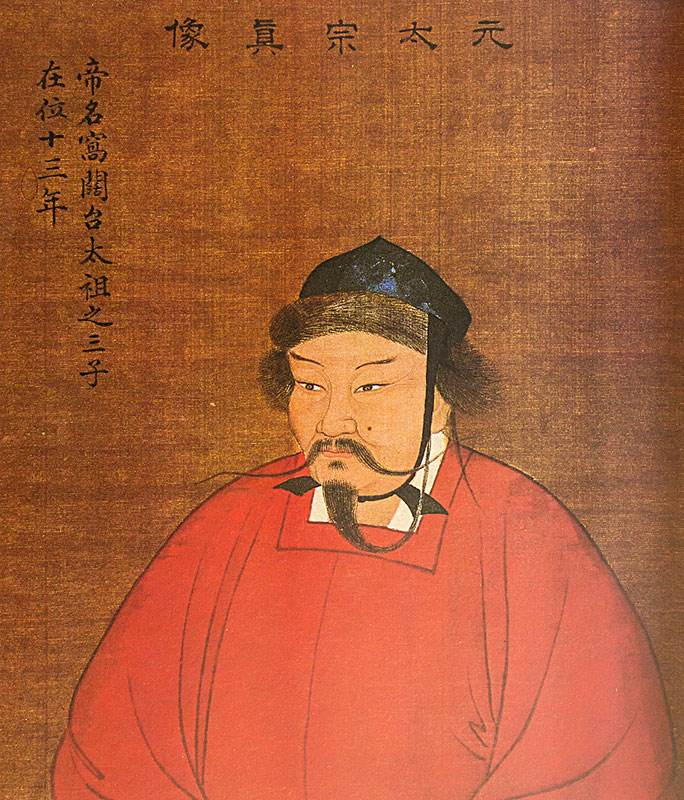
오고타이 칸 초상화
(17세기, 청나라때 제작)

내정면에서는 아버지 칭기즈칸의 측근인 위구르인 상인 친친카이(田鎭海)와 마흐무드 아라와치, 거란족 출신 야율초재 들을 중용하였다. 오고타이의 조정에는 친친카이를 비롯한 위구르인 서기관 및 케레이트족, 동부 투르크인 집단, 화레즘 출신 마흐무드 아라와치, 마우스드베그 등으로 대표되는 무슬림 관료 집단, 야율초재 등 거란인 출신 집단, 여진족과 중국 북부 지방 출신의 유교 관료들로 구성되었다. 정복지에 직접 총독격인 관료 다루가치를 직접 임명하여 파견하거나 현지인을 임명하여 다스리는 한편, 교통로를 건설하여 수도 카라코룸성과 연결하여 제국 내의 교통망, 통신망을 준비했다.
전국에 역전제를 도입하고, 수시로 교통 요충지에 역참과 여관을 세워, 수시로 파발마, 교통이 가능하도록 하고, 영토가 확장된 제국의 접촉밀도를 높였다. 또한 오르홍강 기슭에 수도 카라코룸를 건설하고 농경지, 도시 지역의 관할을 위해 중서성을 강화했다.
1230년 야율초재의 건의를 받아들여 북중국 지역에 사는 한인(漢人)들의 호수(戶數)와 인구의 수를 조사하게 하고, 그에 맞는 법령을 제정하고 세금을 거두라고 지시하였다. 1231년 곧 한지세법(漢地稅法)을 반포하였다. 1234년에는 금나라를 정벌한 뒤 일시적으로 세금을 내려주기도 했다. 총 110만 호였는데, 오고타이는 조사한 인구와 호수를 보고도 북중국 대부분을 그대로 왕족과 부마, 공신들에게 봉토로 내려주었다. 야율초재는 놀라서 이를 반대하였으나 오고타이는 듣지 않았다. 막대한 세금과 재화를 거두어들일 수 있었지만, 중간에서 왕족, 부마, 공신들이 차지했고 이는 몽골 중앙조정의 재정난으로 이어졌다.
1234년 1월에는 각지의 호적을 정리하여 등록하게 했다. 이후 호적 정리와 동시에 현지의 부족장, 지방관들을 통해 인구 조사가 실시되었다.
화폐 제도에서는 금나라의 제도를 계승하는 형태로 지폐 교초(交鈔)을 발행하여 구리, 금, 은의 부족에 대응했다. 그러나 잇따른 대외 전략 실패와 새로운 수도 건설로 인한 재정 악화, 심지어 급격히 확장된 영토 사이의 연락을 조밀하게 잡지 못한 점, 그밖에 장남 귀위크 칸과 바투의 대립으로 제국의 분열의 조짐을 보이기도 했다. 오고타이 칸은 일단 귀위크를 책망했지만, 귀위크는 내심 불복종하였다.
1233년 음력 6월에는 공자의 51세손 공원배(孔元措)를 찾아 연성공(衍聖公)에 봉했다. 1233년 겨울 오고타이는 연경에 공자묘를 짓고, 서역 천문학자들에게 명하여 혼천의를 세웠다.
1234년 오고타이는 금나라를 정벌한 직후, 중원 각지에서 인재 초빙을 선언했다. 1237년 중서령 야율초재의 건의를 받아들여 그해 9월 15일 과거제도를 시행했다. 오고타이는 9월 15일 조령을 내려 단사관 수부타이, 산서동로과세소장 유중(劉中)에게 명하여 각 역로에서 과거 시험을 열어 주관하게 하고, 유사(儒士)들을 취하도록 하였다. 1235년 카라코룸을 정비하고 도시를 건설, 쿠릴타이를 수시로 개최하였다. 또한 중서성의 기능을 강화해 각 부족장과 관리, 지방관, 만호(萬戶) 등을 통솔, 인사와 권한을 관할하게 했다.
1235년 조령을 내려 남송 정벌과 고려 정벌을 선언하였다. 그해 아바르가에서 카라코룸으로 수도를 천도하였다. 1236년 1월 만안궁에 신료들을 불러모았고, 교초를 발행, 반포하였다. 1238년 중국 화북지방의 각 요충지에서 과거 시험이 시행되었다.(→무술년의 선시) 1238년의 무술선시에서 양환(楊奐) 등 4,030명이 입격, 선발되었다. 대규모의 인재 채용은 그 후 1313년 원 인종 때에 다시 시행된다.
종교적으로는 텡그리즘과 샤머니즘을 고집하였지만, 오고타이는 신하들과 지방관, 식민지 지배계층의 다른 종교에 대해서 비교적 관용, 간섭하지 않는 정책을 유지했다.

#### 카라코룸 도시 건설
1235년부터 1238년까지 오고타이 칸은 중국인 건축가들을 동원, 카라코룸에 성곽과 도시를 짓게 하였다. 카라코룸의 새 왕궁은 화살을 쐈을 때 멀리 날아가는 길이까지 지었으며, 중심이 되는 건물의 높이는 1.5m였다. 1235년 연내에 처음 완공된 카라코룸의 새 궁전에 오고타이는 직접 투멘 암갈란트 오논(Түмэн амгалант ордон, 평화의 궁전이라는 뜻) 또는 투멘 바야스갈란 오논이라 이름짓고, 중국식 이름도 붙여 만안궁이라 하였다. 또한 금나라, 송나라의 목수, 장인들을 불러 카라코룸 내에 불교 5층 석탑과 사원, 대형 건물들의 건설을 지시했다.
오고타이는 친족들에게도 궁궐을 짓도록 명했고, 중국에서 데려온 장인, 중근동의 기술자들을 정착시켰다. 몽골과 정복지의 주요 도시에는 무슬림과 중동아시아의 기술자, 수학자, 중국 북부의 건축가들을 여러 도시 지역에 분산, 배치하여 거주하게 했다. 또한 유력 도시에 불교 사찰, 무슬림 사원, 도교 사원, 기독교 교회당을 짓도록 승인하고, 자금을 지원하였다. 또한 야율초재를 시켜 중국식 달력을 입수, 각 대도시에 보급하였다.

#### 송나라 원정과 실패
오고타이는 아들 코단을 중국 화북지역의 대리인으로 파견, 중국 화북지역을 다스리게 했다. 그러나 코단에게 작위를 주거나, 별도의 울루스를 분봉했다는 기록은 나타나지 않는다.
1235년 2월 11일 오고타이는 남송 정벌을 선포하고, 총사령관으로 중앙군을 아들 쿠츄(曲出)를 임명하여 산시성을 통해 남하시키고, 장군 호사호(胡士虎)에게 군사를 딸려 쿠츄 군대와 함께 이동시켰으며, 다른 아들 코단이 이끄는 군대는 서쪽으로 보내 산시 성, 쓰촨 성 방면으로 파견하였다. 군마의 일부는 동북으로 보내 고려의 서북부 평안도 방면을 공략하고 돌아오게 했다. 1236년 코단과 왕세현 군대는 대산관을 점령하고, 오고타이의 아들 코단은 9월 남송 이주(利州)를 점령하고 양평성에서 남송 조우문 군대를 격파하고 칭다오에 입성한다. 1235년부터 남송 원정군을 보낸 이후 1245년까지 오고타이의 아들들이 이끄는 몽골군은 송나라 깊숙이 침투하여 칭다오, 샹양 및 양쯔강에 도달했다. 그러나 그들은 기후와 남송 군대의 수로 인해 정복을 완료하지 못했고, 1236년 10월 혹은 11월 남송 원정 중 오고타이의 아들 코추가 덕안부(德安府, 현 후베이성 안륙현(安陸県)에서 진중 사망했다.
코추를 총애한 오고타이는 그를 후계자로 결정했지만, 코추가 남송 원정 도중 전사하고, 카시는 술을 좋아하다가 일찍 죽었다. 코추와 카시 이른 죽음으로 오고타이는 코추의 아들이자, 자신의 손자인 시레문을 황궁에서 직접 양육했다. 오고타이는 시레문을 자신의 후계자로 정했지만, 퇴레게네 카툰은 구유크를 후계자로 지명할 것을 촉구했다. 그러나 오고타이는 거절, 손자 시레문을 후계자로 정했고, 후일 퇴레게네는 바로 후계자를 선포하지 않고 섭정으로 있으면서 교묘하게 정치 술수를 꾸며, 자신의 아들 구유크를 대칸에 오르게 한다.

#### 고려 재원정
살리타이의 전사 소식을 접한 오고타이는 고려 조정을 괘씸히 여기고, 미구에 고려를 다시 정벌을 다짐한다. 1235년 오고타이는 남송을 공격하는 길에 따로 당올태(唐兀臺)에게 대군을 주어 다시 고려를 치게 하였다. 몽골은 개주(介州 : 개천)·온수(溫水 : 온양)·죽주(竹州 : 죽산)·대흥(大興 : 예산) 등지에서 큰 타격을 받으면서도 4년간에 걸쳐 전국 각지를 휩쓸었다. 유명한 《황룡사 9층 목탑》도 이때에 파괴되었다.
기병, 궁병, 보병의 전투에는 능했으나 당시 몽골군은 수중전에서는 미흡하였다. 이같이 몽골은 육지에 화를 입혔으나 강화도만은 침공하지 못하니 고려 조정은 강화도에 웅거하여 방위에 힘쓰는 한편 부처의 힘을 빌려 난을 피하고자 《팔만대장경》의 재조(再彫)를 시작하였다. 그런데 강화도에서는 백성에게 미치는 피해를 우려하여 1238년(고종 25년) 겨울 김보정(金寶鼎) 등을 적진에 보내어 강화를 제의하였고, 몽골은 왕의 입조를 조건으로 이듬해 봄에 철수를 시작하였다. 철수 후 고려는 약속을 이행하지 않다가 몽골의 독촉으로 입조의 불가능함을 말하고 왕족 신안공 전(新安公 佺)을 왕제(王弟 : 왕의 아우)라 칭하여 대신 몽골에 보내고 1241년에는 신안공의 종형(從兄 : 사촌형) 영녕공 준(永寧公 綧)을 왕자로 가장시켜 몽골에 인질로 보냈다. 영녕공 준과 고려 귀족 자제 10명을 몽골에 인질로 보내자 , 몽골군을 고려 강화도에서 철수하게 했다.

### 생애 후반

#### 인도 원정 실패 및 티베트 공략
1235년 오고타이는 몽골 군대를 파견, 카슈미르를 침공했다. 카슈미르의 티베트 불교 지도자 오토치와 그의 동생 나모가 오고타이의 조정에 도착하였다.
1240년 오고타이는 1239년에 남송 전투에서 돌아온 아들 코단에게 다시 군사를 딸려보내, 티베트에 파견했다. 한편 오고타이는 남송에 셀무스 등 사절을 보냈지만, 남송 군인들은 셀무스와 외게데이의 사절을 살해하면서 두 나라 사이의 상황은 악화되었다.
1241년 오고타이는 다시 인도 원정을 추진, 다이르를 가즈니 원정군 사령관으로, 멩게투를 곤두즈(현, 아프가니스탄) 원정군 사령관으로 임명해 인도로 보냈다. 1241년 겨울 몽골군은 인더스강을 점령하고, 델리 술탄령 치하에 있던 라호르(현, 파키스탄 펀자브)를 점령했다. 그러나 가즈니 원정군 사령관 다이르는 1241년 12월 30일 갑작스러운 기습공격을 받고 전사했다. 곧이어 인도 원정군은 오고타이 칸의 사망 소식을 접한다. 당황한 몽골군은 우왕좌왕하다가 라호르 지역 주민 전원을 학살, 도시를 불태우고 델리 술탄령에서 철수했다.

#### 서방 원정군 파견

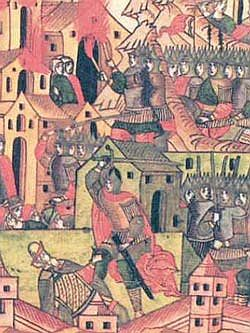
몽골 군대의 루스지역 도시 공격

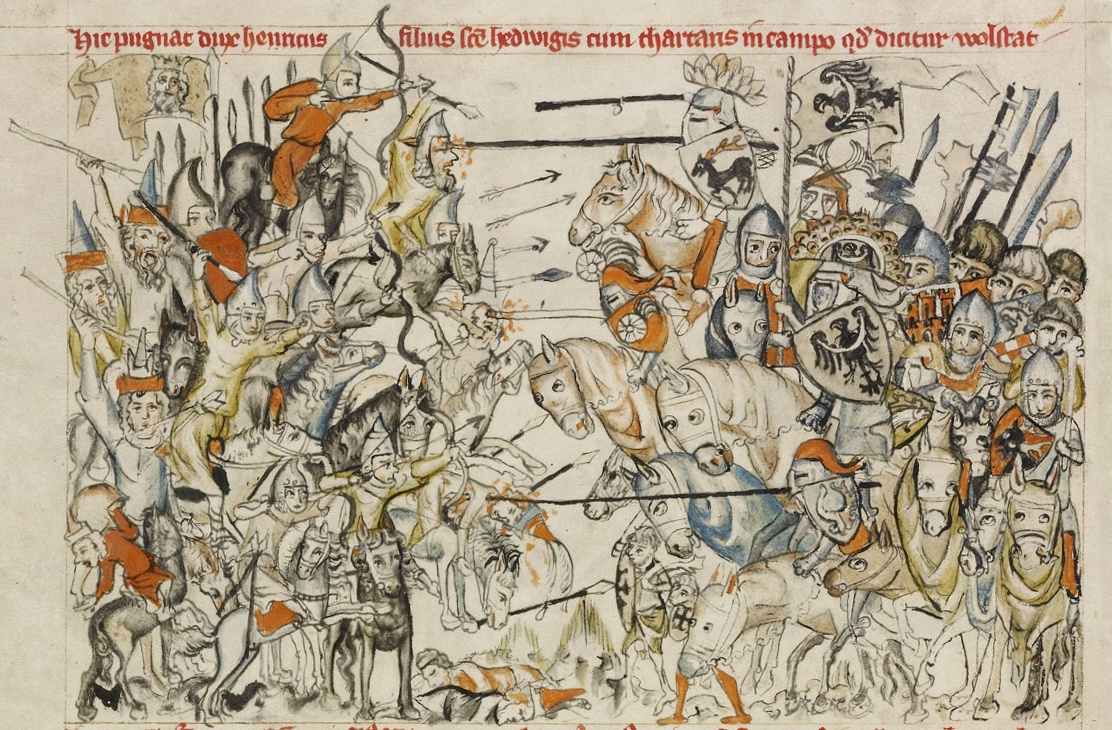
1241년의 몽골군의 레그니차 전투

1235년 아들 귀위크에게 군사를 딸려 킵차크 한국의 주치에게 보내, 서방 원정군을 재편성하게 했다.
1237년 오이라트 부족장의 아내이며 오이라트족을 감시하던 여동생 체체겐이 병사하였다. 오고타이 칸은 몽골군에게 오이라트족 7세 이상을 강간하도록 지시한다. 두 명의 소녀가 현장에서 강간, 고문당한 뒤에 살해되었고, 이후 강간이 자행되었다. 이 소식은 몽골에 체류중이던 페르시아계 상인, 사신들을 통해 그대로 아랍으로 전해졌다.
1237년에 그가 저지른 사건은 몽골과 페르시아 연대기에 의해 비난을 받았으며, 페르시아 연대기 학자들은 7세 이상의 4천 명의 오이라트 소녀들을 강간당했다고 한다. 아타 말릭 주베이니에 의하면 7세 이상의 오이라트족 소녀 및 미혼 여서 4천명이라 한다. 이후 이 소녀들은 오고타이의 궁궐과 하렘으로 보내지거나 몽골 제국 전역의 카라반 지역의 매춘부로 보내졌다 한다. 또한 성적 서비스에 적합하지 않은 소녀들은 임의대로 처분하도록 지시했다.

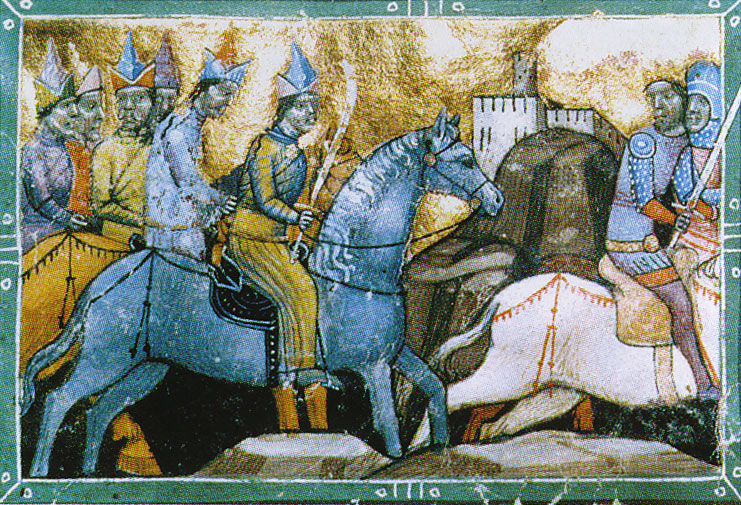
오고타이의 아들 카단의 몽골 군대를 피해 도피하는 헝가리의 왕 벨라 4세

만년에 그의 일족 사이에 갈등이 일어나, 제국의 분열과 후계자 문제에 영향을 주었다. 차가타이의 후손들은 주치의 정통성에 계속 의문, 의혹을 제기했고 오고타이의 아들 규유크 역시 차가타이 일가에 동조하여 주치의 아들 바투를 인정하지 않고, 공격하면서 갈등이 심해졌다. 1236년 바투를 총사령관으로 임명하고 서방 원정군을 편성, 파견하여 러시아의 각 제후국들을 굴복시켰다. 1237년 겨울에는 리아잔 공략전에 참여했고, 1239년에는 귀위크와 몽케가 알라니족과의 전투에서 승리를 거두었다. 1239년 말/ 1240년 초에는 규유크가 툴루이의 장남인 몽케와 함께 아스인들의 거점인 메게스를 점령했다. 수부타이가 이끄는 군대는 헝가리 국내에 들어갔고, 바이다르가 이끄는 군대는 폴란드 일대를 공격했다. 1240년 겨울 서방 원정군은 키예프 공성전에 성공, 러시아 일대를 점령하했다. 전황은 파발마를 통해 수일 후 오고타이에게 그대로 보고되었다. 1241년 초 서방 원정군은 헝가리에 도착, 헝가리와 폴란드의 각지 및 신성 로마 제국의 동부 지방까지 진출했다. 그러나 차가타이의 아들 부리가 주치의 아들 바투를 주치의 혈통 문제를 언급하며 비난할 때, 규유크가 동조하면서 서방 원정군 내에 갈등이 벌어졌다. 귀위크는 바투에게, 바투는 화살통을 들고 다니는 늙은 여자일 뿐이라고 조롱했다. 분노한 오고타이는 규유크를 책망하여 사자를 파견, 소환했지만 규유크가 돌아오기 전에 죽게 된다.
한번은 차가타이 가문의 부리가 바투를 공격했고, 귀위크는 이를 관망했다. 한번은 술좌석에서 귀위크가 바투를 비웃다가 시비가 붙기 직전까지 갔다. 원조비사와 집사(集史)에 따르면, 원정 중 차가타이 가문의 부리가 주치계열 왕자들과 말다툼을 벌인다. 이때 귀위크도 부리에 동조했다 한다. 원조비사에 의하면 전투 중의 상황을 보고받은 오고타이 칸은 분노했고, 귀위크를 해임, 본국에 소환을 명령했다. 몽골비사에 의하면 오고타이는 귀위크에게 보낸 서신에서 '...(이하 중략)... 너는 너의 주인(바투를 말한다.)이 러시아인과 킵차크를 정복하는 동안 그는 러시아인이나 킵차크인을 한 명도 제대로 붙잡지 못했고 염소 발굽도 얻지 못하지 않았느냐'며 속히 돌아오라고 책망하였다. 귀위크는 1240년 가을, 몽골 본국으로 회군하였다. 집사(集史)에 의하면 귀위크와 몽케는 같이 몽골로 돌아갔다 한다.

#### 남송 재 원정
1237년 봄 아라차르 연못으로 사냥을 나갔다가 되돌아왔다. 1237년 10월 야마천(野馬川)으로 사냥을 나갔다가 행궁으로 복귀한다. 그해 겨울 다시 남송 원정군을 구성하여 파견했다. 구온불화(口溫不花) 등이 이끄는 군대가 광주(光州)를 점령했으며, 오고타이는 장유(張柔) 등에게 명하여 언휘(彥暉), 사천택(史天澤)을 공격하게 했다. 또한 별도의 부대로 회남서로의 기주(蘄州)를 공략했고, 곧 경조서로의 수주(隨州)가 몽골 군대에 항복했으며, 황주(黃州)를 공략하게 했다. 남송 조정에서는 화의를 요청했고, 그는 몽골군을 일단 거두어들였다.
1238년 봄, 장군 타시(塔思)를 보내 북협관(北峽關)을 공격, 송나라 장군 왕통제(汪統制)가 몽골에 투항하였다. 그해 여름 양양별장(襄陽別將) 유의판(劉義叛), 집유현(執游顯) 등이 남송으로 투항, 송나라 군대는 다시 양양을 회복하였다. 1238년 봄, 명하여 도소호성(圖蘇湖城)을 짓고, 직접 방문하였다.

#### 질병과 최후
1241년 2월 아라차르 연못 주변으로 사냥을 나갔다. 같은 달 오고타이 칸은 큰 병에 걸려, 죄수들을 사면하였으며 병을 치료하였다. 우구데이 카안은 스스로 4가지 공과 4가지의 과가 있다고 자평했는데, 신원사에 의하면 금나라를 멸한 것, 역참을 세운 것, 각 로(路)를 세우고 탐마치부대를 파견한 것, 물이 없는 곳에 우물을 판 것이 자신의 네가지 공이고, 음주, 숙부 옷치킨 부락의 여자를 취한 것, 형제간에 담장을 쌓고 사냥을 한 것, 사적인 감정으로 공신 타카르(朵豁勒)를 살해한 것은 자신의 네 가지 과라 했다.
만년의 오고타이 칸은 주색에 빠졌다. 원사연의 19권에 의하면 오고타이칸은 주색에 깊이 빠졌으며, 매일 밤을 세워가며 술을 마셨다고 한다. 야율초재는 그에게 술을 자제할 것을 권고했지만 듣지 않았다. 만년에 그는 비만으로 말을 타지 못했다. 알코올 중독으로 체력이 약해져 전염병에 자주 걸리기도 했다. 오고타이 치세 후반, 퇴레게네가 국정에 적극 관여하면서 정치가 혼란스러워졌다. 중국의 사서는 야율초재가 퇴레게네 카툰의 영향력을 억제하려 했으나 실패했다고 한다. 퇴레게네 카툰은 오고타이에게 자신의 아들 귀위크를 후계자로 정할 것을 요구했지만, 오고타이 칸은 이 요구를 여러번 거부하였다.
1241년 가을, 고려의 국왕 고종 왕철에게 명하여 왕자를 보내게 하였다. 고종은 자신의 조카들 중 1명을 몽골 카라코룸으로 보냈다. 1241년 10월 마흐무드 아라와치에게 명하여 한인들을 발탁하게 했다.
1241년 음력 11월 4일 혹은 음력 11월 3일 소수의 측근들을 데리고 카라코룸 외곽으로 대규모 사냥을 나갔고, 11월 7일 우테그클랑 산(일명 와철고호란산) 행궁에 갔다. 음력 11월 8일 오고타이는 잠을 자다가 갑자기 사망하였다. 보통 그는 술을 좋아하여 술을 너무 많이 마셔서 알콜 중독과 장기 부전증으로 사망한 것으로 알려졌다. 집사와 원사에 의하면 오고타이는 아버지 칭기즈 칸 생전부터 술을 좋아하겨 과음을 즐겼고, 과도한 음주로 건강을 잃고 말았다 한다. 라시드 알딘은 그가 만년에 심각한 질병을 앓고 있었고, 의사의 진료를 받고 요양 중이었으며, 부분적으로 회복되었다. 그러나 그는 의사의 술 금지 권고에도 불구하고 계속 술을 마셨고, 아랍 상인 압둘 라흐만의 거처로 가 밤마다 술 연회를 열었다고 한다.
그러나 일설에는 그가 중독되어 독살당했다는 설도 있다. 다른 설에는 퇴레게네 혹은 퇴레게네의 사주를 받은 페르시아 여성 파티마 및 그의 자매에게 암살당했다고 한다. 일설에는 오고타이 칸은 1241년 가을, 사냥을 나갔다가 아랍 상인 압둘 라흐만과 며칠간 밤새 술을 마신 후 얼마 뒤 저녁에 사망하였다 한다. 압둘 라흐만은 퇴레게네의 정부였다 한다. 술에 취해 말을 타려다가 낙마해서 사망했다는 설도 있다. 일설에는 오고타이는 불안과 분노로 인한 심병으로 사망했다는 설도 있다.

#### 독살 논란
오고타이 칸이 알코올 중독과 장기 부전증으로 사망하자, 전날 밤 음주 연회에 있던 이바카 베키, 징기스 칸의 적처 보르테 카툰의 막내 딸 알알탄은 오고타이 칸 독살 혐의를 받았다. 이바카 베키는 오고타이 칸 및 엘리게이디 노얀에 충성했던 존경받는 자라이르가 나서 이바카가 오고타이를 알코올 중독 독으로 그의 살인자로 보기에는 너무 잘 알려져 있기 때문에, 그가 결백하다고 항의한 후 풀려났다. 이바카 베키와 그의 아들들은 영향력있는 노얀들의 주장으로 풀려났다. 이바카는 풀려났지만 알알탄은 독살 가담 혐의를 벗지 못하고 후에 처형당했다. 이때 처형당한 인물은 보르테의 막내 딸 알알탄이 아니라 칭기즈 칸의 서녀 일알탄이라는 설도 있다.

### 사후
원사와 원사연의, 신원사에 의하면 인자하고 온화하며 갈등을 조정했다는 평이 있다. 중화민국의 역사가 크샤오민(柯劭忞)은 신원사에서 그를 너그럽고 두루 인자하고 동정심이 많으며 임금의 도량이 있었다(寬平仁恕 有人君之量)는 평을 남겼다. 그밖에 허세가 강한 유쾌한 인물, 정력적이고 인내심 있으며, 술과 음탕함, 여색에 탐닉했다는 평이 있다. 십팔사략에 의하면 오고타이는 사물을 잘 헤아렸으며, 행동하는 것에 과도한 일이 없었다는 평이 있다. 일부는 그의 과음하는 습관과 다소 상반된다. 오고타이의 갑작스러운 죽음으로 서방 원정은 취소되고, 규유크 외에도 남아있던 몽골군은 전원 본국으로 퇴각하였다. 당시 몽골군의 일부는 달마티아, 이탈리아의 프리울리 근처, 알바니아 국경 앞까지 도착한 기마 병력도 있었다.
생전 오고타이 칸은 쿠추의 아들이자, 자신의 손자인 시레문을 자신의 후계자로 내정하였다. 또한, 조카에 해당되는 툴루이가문의 몽케 역시 잠재적 후계자로 생각하였다. 십팔사략에는 오고타이가 시레문을 후계자로 지정하는 유언을 남겼다는 기록이 있다. 그러나 오고타이 칸의 승하 후 황후 퇴레게네에 의한 교묘한 정치 공작으로 귀위크 칸이 다음 칸으로 선출되었다.
퇴레게네는 귀위크를 다음 칸으로 올리려 했으나, 킵차크 한국의 바투는 귀위크의 즉위를 강하게 반대했다. 바투는 귀위크의 즉위를 방해할 목적으로 쿠릴타이에 불참을 선언, 대칸 선출을 위한 쿠릴타이 개최를 지연시켰다. 오고타이 사후 테무게 옷치킨이 1241년과 1246년 쿠릴타이 없이 군사를 이끌고 카라코룸을 점령하려다가 퇴레게네 카툰의 강한 반발로 번번히 실패했다.
원사, 원조비사, 집사에 의하면 오고타이는 성격이 관대, 온화하면서도 지적인 인물로 인정되었다. 그러나 그는 술을 좋아하여 젊어서부터 과음하였다 한다. 황후는 퇴레게네(1186년 ~ 1246년)이며 그의 사후 장남 귀위크가 1246년에 칸으로 선출될 때까지 섭정하였다. 1266년 10월 조카 쿠빌라이 칸이 사당을 건립하면서 추존한 묘호는 태종(太宗)이고, 시호는 영문황제(英文皇帝)이다.

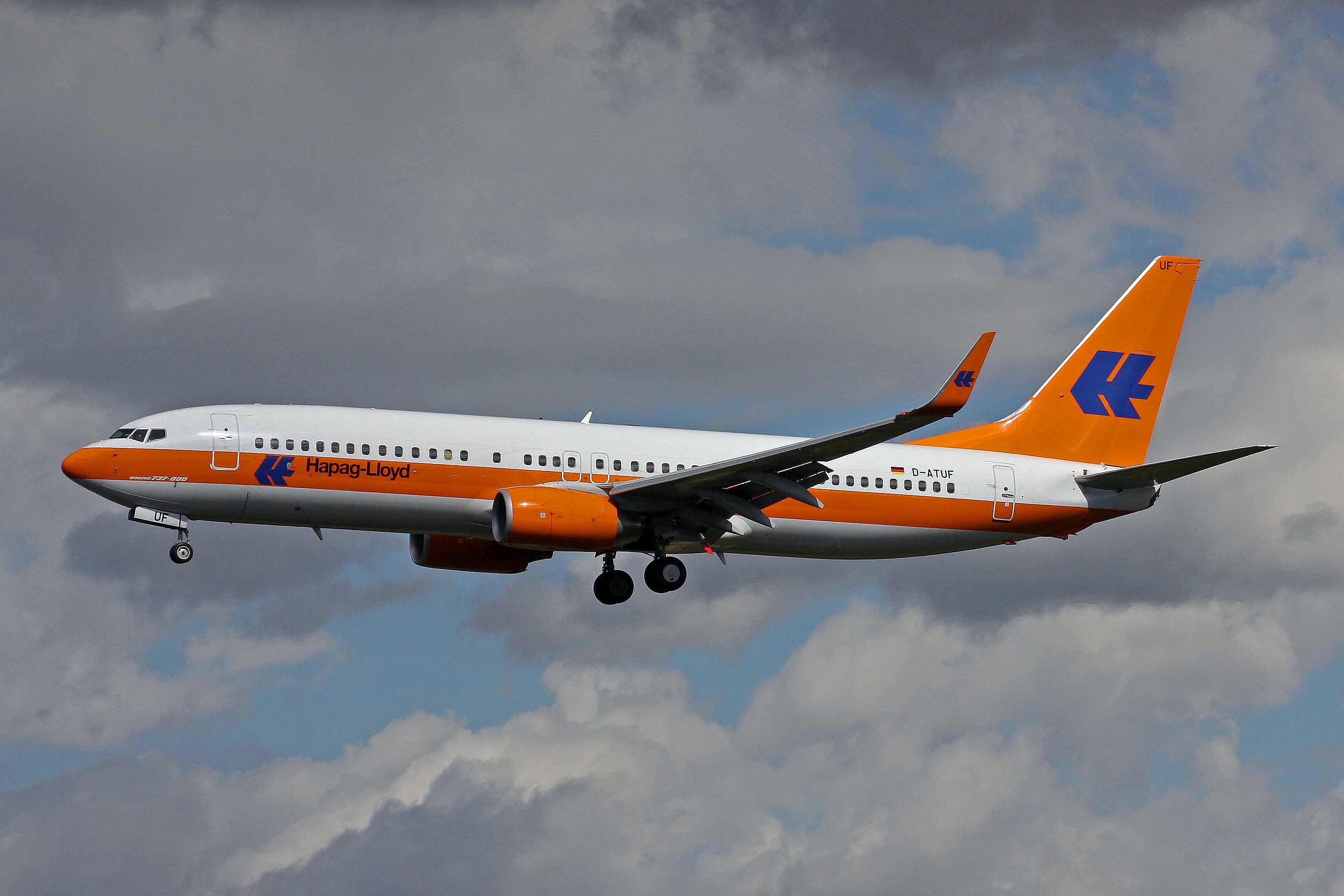
몽골 국립항공기 중 보잉 737-800 EL-CSG 비행기 오고타이칸 호

1998년에 출시된 몽골 국립항공기 중 보잉 737-800 EL-CSG 비행기의 이름은 오고타이 칸으로 명명되었다.

## 기년
| 오고타이 칸         | 원년        | 2년         | 3년         | 4년         | 5년         | 6년         | 7년         | 8년         | 9년         | 10년        |
| 서력                | 1229년      | 1230년      | 1231년      | 1232년      | 1233년      | 1234년      | 1235년      | 1236년      | 1237년      | 1238년      |
| 육십간지 (六十干支) | 기축 (己丑) | 경인 (庚寅) | 신묘 (辛卯) | 임진 (壬辰) | 계사 (癸巳) | 갑오 (甲午) | 을미 (乙未) | 병신 (丙申) | 정유 (丁酉) | 무술 (戊戌) |
| 오고타이 칸         | 11년        | 12년        | 13년        |             |             |             |             |             |             |             |
| 서력                | 1239년      | 1240년      | 1241년      |             |             |             |             |             |             |             |
| 육십간지 (六十干支) | 기해 (己亥) | 경자 (庚子) | 신축 (辛丑) |             |             |             |             |             |             |             |

## 가족 관계
오고타이는 황후, 황비들 외에도 60명의 첩이 더 있었다 한다. 카시는 그의 5남 설과 장남 설이 있고, 귀위크가 오고타이의 차남이라는 설과 장남이라는 설이 있다.
- 황후 : 패랄합진 대황후(孛剌合眞 大皇后)
  - 5남 : 합실 대왕(合失 大王)
    - 손자 : 보르지긴 카이두(孛兒只斤海都), 우구데이 칸국의 3대 칸
- 황후 : 소자황후 내마진씨(昭慈皇后 乃馬眞氏)
  - 장남 : 정종 귀유(定宗 貴由) : 몽골 제국의 3대 대칸.
- 황후 : 앙회 2황후(昻恢 二皇后), 자녀가 없던 그는 툴루이의 아들 몽케를 양자로 입양시켰다.
- 황후 : 홀첩니 3황후 걸리길사씨(忽帖尼 三皇后 乞里吉思氏)
  - 3남 : 활단 태자(闊端 太子)
- 황후 : 미상(未詳)
- 황후 : 미상(未詳)
- 황비 : 토랍기나 비자(土拉起那 妃子) - 메르키트족 답역사올(答亦思兀)의 처
- 황비 : 홀랍 비자(忽兰 妃子) - 칭기즈 칸의 첩이었다가 그가 수계하였다.
- 황비 : 목가 비자(木哥 妃子) - 칭기즈 칸의 첩이었다가 그가 수계하였다.
- 황비 : 알퀴 비자
- 황비 : 업리길납 비자(業里吉納 妃子, 에르게네 카툰)
  - 6남 : 합단 대왕(合丹 大王)
  - 7남 : 멸리 대왕(滅里 大王)
- 황비 : 쿠투니 카툰
- 황비 : 주치아이 카툰
- 황비 : 자이친 카툰
- 황비 : 미상(未詳)
  - 차남 : 활출 태자(闊出 太子) : 생모미상(生母未詳)
  - 4남 : 찹랄찰아 왕(哈剌察兒 王) : 생모미상(生母未詳), 일설에는 퇴레게네 카툰 소생 설이 있다.
  - 장녀 : 노국공주 사아합한(魯國公主 唆兒哈罕) : 생모미상(生母未詳), 납합(納合)에게 하가(下嫁)

### 족보
|  |                                     |  |  |  |  |  |  |  |  |  |  |  |  |  |  |  |
|  | 16. 보르지긴 카불 카불 칸           |  |  |  |  |  |  |  |  |  |  |  |  |  |  |  |
|  |                                     |  |  |  |  |  |  |  |  |  |  |  |  |  |  |  |
|  |                                     |  |  |  |  |  |  |  |  |  |  |  |  |  |  |  |
|  | 8. 보르지긴 바르탄 바가투르         |  |  |  |  |  |  |  |  |  |  |  |  |  |  |  |
|  |                                     |  |  |  |  |  |  |  |  |  |  |  |  |  |  |  |
|  |                                     |  |  |  |  |  |  |  |  |  |  |  |  |  |  |  |
|  | 17. 온기라트 카라루크 (옹기라트 부) |  |  |  |  |  |  |  |  |  |  |  |  |  |  |  |
|  |                                     |  |  |  |  |  |  |  |  |  |  |  |  |  |  |  |
|  |                                     |  |  |  |  |  |  |  |  |  |  |  |  |  |  |  |
|  | 4. 보르지긴 예수게이 바가투르       |  |  |  |  |  |  |  |  |  |  |  |  |  |  |  |
|  |                                     |  |  |  |  |  |  |  |  |  |  |  |  |  |  |  |
|  |                                     |  |  |  |  |  |  |  |  |  |  |  |  |  |  |  |
|  | 9. 바가르 수니굴 우진               |  |  |  |  |  |  |  |  |  |  |  |  |  |  |  |
|  |                                     |  |  |  |  |  |  |  |  |  |  |  |  |  |  |  |
|  |                                     |  |  |  |  |  |  |  |  |  |  |  |  |  |  |  |
|  | 2. 보르지긴 테무친 칭기즈 카간      |  |  |  |  |  |  |  |  |  |  |  |  |  |  |  |
|  |                                     |  |  |  |  |  |  |  |  |  |  |  |  |  |  |  |
|  |                                     |  |  |  |  |  |  |  |  |  |  |  |  |  |  |  |
|  | 5. 올코노드 호엘룬                  |  |  |  |  |  |  |  |  |  |  |  |  |  |  |  |
|  |                                     |  |  |  |  |  |  |  |  |  |  |  |  |  |  |  |
|  |                                     |  |  |  |  |  |  |  |  |  |  |  |  |  |  |  |
|  | 1. 보르지긴 우구데이 카간           |  |  |  |  |  |  |  |  |  |  |  |  |  |  |  |
|  |                                     |  |  |  |  |  |  |  |  |  |  |  |  |  |  |  |
|  |                                     |  |  |  |  |  |  |  |  |  |  |  |  |  |  |  |
|  | 6. 온기라트 데이세첸                |  |  |  |  |  |  |  |  |  |  |  |  |  |  |  |
|  |                                     |  |  |  |  |  |  |  |  |  |  |  |  |  |  |  |
|  |                                     |  |  |  |  |  |  |  |  |  |  |  |  |  |  |  |
|  | 3. 온기라트 보르테 우진 카툰        |  |  |  |  |  |  |  |  |  |  |  |  |  |  |  |
|  |                                     |  |  |  |  |  |  |  |  |  |  |  |  |  |  |  |
|  |                                     |  |  |  |  |  |  |  |  |  |  |  |  |  |  |  |
|  | 7. 초탄                             |  |  |  |  |  |  |  |  |  |  |  |  |  |  |  |
|  |                                     |  |  |  |  |  |  |  |  |  |  |  |  |  |  |  |
|  |                                     |  |  |  |  |  |  |  |  |  |  |  |  |  |  |  |

## 관련 작품

### 드라마
- 《무신》(MBC, 2012년~2012년, 배우: 송용태)

## 같이 보기
- 오고타이 칸국
- 규유크 칸
- 카이두